# La 12
Jugador Número 12, conocida simplemente como La 12, es el nombre de la barra brava del equipo de fútbol de Club Atlético Boca Juniors fundada a fines de la década de 1960 por Enrique Ocampo.
Comúnmente, La 12 es mencionada por los medios argentinos por sus actos de violencia, que involucran a otras barras bravas nacionales o internacionales, y peleas internas entre las facciones que la componen. También por sus arreglos al ingreso de los partidos y negocios que sus miembros tienen. Algunos informes la sitúan como una de las barras más violentas de Argentina.
La agrupación e hinchada se presenta desde la década de 1970 en La Bombonera en cada encuentro futbolístico de Boca Juniors, junto a sus banderas y su percusión. Su principal rival son Los Borrachos del Tablón, del River Plate, su clásico rival.

## Antecedentes y contexto
El origen de su nombre se debe a la historia que data del año 1925 en donde Boca Juniors realizó la primera gira de su historia y del fútbol argentino titulada la gira europea de Boca Juniors de 1925. En ella junto con los jugadores y cuerpo técnico viajó un hincha destacado al cual el goleador de Boca en ese entonces, Antonio Cerroti, lo denominó el Primer Jugador Número Doce, este era el escribano Victoriano "Toto" Caffarena. Un año más tarde, Caffarena, le encargo al cantor y compositor Ítalo Goyeneche un himno para Boca, más tarde, Victoriano sería la representación del hincha de Boca hasta convertirse en socio vitalicio.

"El Toto es nuestro jugador Número 12"
Antonio Cerrotti en 1925

En 1955, el dirigente Alberto J. Armando, presidente en ese entonces de Boca Juniors, le entregó a Caffarena una plaqueta que lo reconocía como el Jugador Número 12 del club.

## Historia

### 1965-1980: La Doce

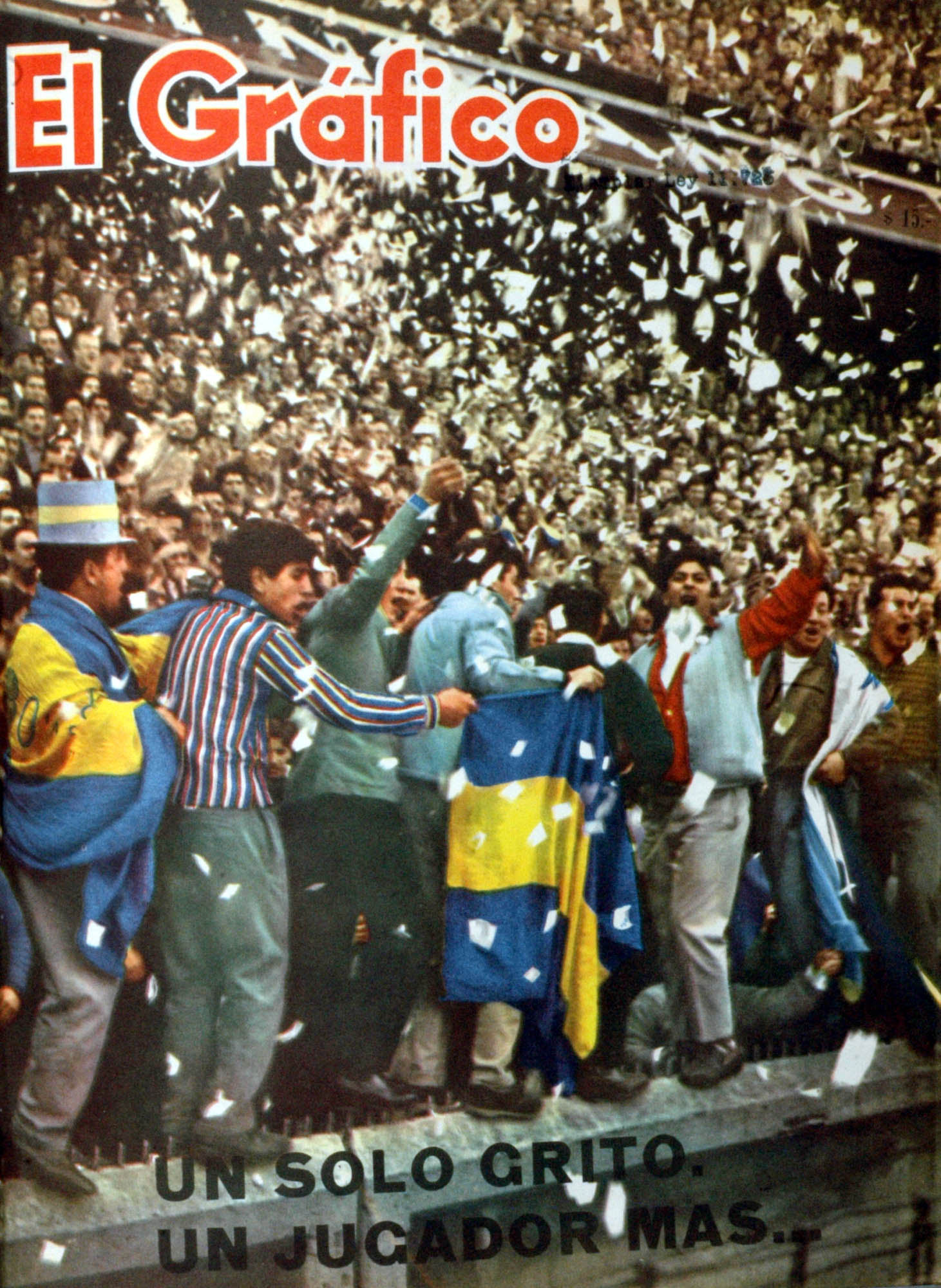
En 1962, antes de la fundación de La 12, ya habían hinchas que se mostraban colgados en las populares como más tarde lo haría la barrabrava.

En la década de 1960, aparece el primer jefe reconocido de la 12: Enrique Ocampos, más conocido como Quique el Carnicero. Sus manos derechas eran Carlos Varani, conocido como El Capitán, a este le seguían un tal Alemán y el Viejo Carrascosa, también formaban parte El Gordo Upa y El Uruguayo Chupamiel, estos fueron los primeros cabecillas del grupo, el cual en ese entonces tenía alrededor de 20 miembros de entre 20 y 30 años de edad.
Durante este período La 12 solo tuvo algunas escaramuzas con las barras bravas de los otros 4 clubes grandes de Argentina, y algunos enfrentamientos menores con la policía. Las principales fuentes de financiación en esta época eran las rifas internas que los barras organizaban entre hinchas y socios de la institución, y algunos aportes económicos que hacían algunos integrantes de las respectivas comisiones directivas del club, que se usaban especialmente para financiar los viajes de la barra cuando Boca jugaba en el interior del país o algún festejo en el estadio si el equipo se consagraba campeón.
Quique fue el jefe de la Barra durante casi toda la década, hasta que en 1979 empezaron los problemas internos, que en un par de años lo llevarían a perder el liderazgo a manos de José Barrita.

### 1981-1994: La Barra del Abuelo
En 1981, los principales referentes de La 12 se reunieron para encontrar una solución. El encuentro se saldó en forma violenta y la principal consecuencia fue que Quique se quedó sin apoyo y José Barrita, alias "El abuelo", capturó el liderazgo de la barra. 

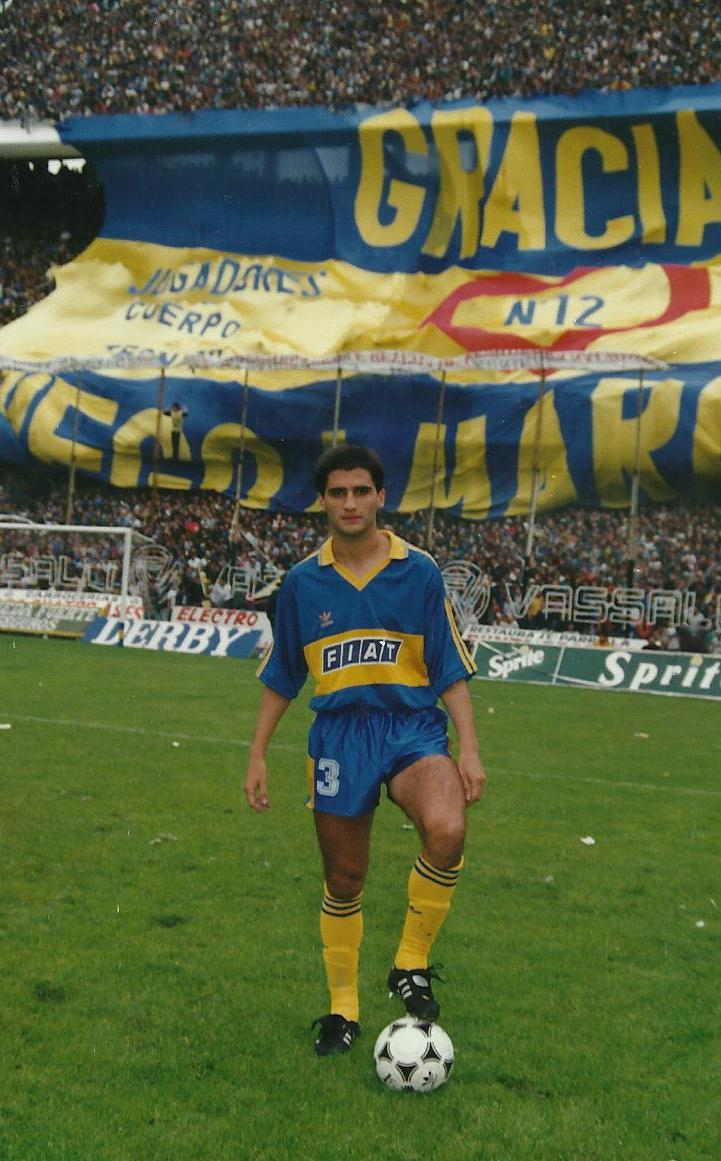
Carlos Moyá, a poco tiempo de empezar un encuentro mientras La 12 desplegaba un trapo financiado por Diego Armando Maradona en agradecimiento al cuerpo técnico corriente, año 1990

José Barritta, nacido en Italia pero criado en el barrio porteño de La Boca, incorporó a muchos hinchas a la barra, creciendo exponencialmente el número de sus integrantes. Durante este período se amplían las fuentes de financiación de la barra. A las rifas entre socios y los aportes de los dirigentes, se suma en los días que jugaba Boca de local lo recaudado por el estacionamiento de autos en las calles adyacentes al estadio. Algunos miembros conspicuos de La 12 comienzan a ser contratados como personal del club, ejerciendo diferentes oficios. Además, la "primera línea" de la barra comienza a financiarse con aportaciones mensuales pedidas a los jugadores del plantel, extorsionando al que negara su colaboración. También en esta época, y como ocurrió en muchas barras del fútbol argentino, La 12 comienza a entreverarse en el negocio de la venta de droga en el estadio los días de partido, obteniendo un gran porcentaje económico de esa actividad ilegal.
Con el abrupto incremento del dinero que ingresaba a la barra, José Barrita escuchó los consejos de sus dos “lugartenientes”, los hermanos Rafael y Fernando Di Zeo, y se decidió por un manejo más “empresarial” de la barra. Como consecuencia, decidieron crear la "Fundación Jugador Número Doce" que, con la excusa de realizar obras benéficas, se ocupaba de recaudar fondos para solventar los viajes, las entradas y hasta los gastos diarios de sus fundadores.
Durante sus primeros años al mando de La 12, José Barritta encabezó violentos enfrentamientos con barras de otros clubes, dejando como saldo 5 muertos y un centenar de heridos. Entre 1988 y 1989 "el Cuervo", "el Lechero" y gente del barrio de La Boca se le plantan a La 12 del Abuelo (así se lo llamó a José por su color de pelo blanco), porque decían que se llevaba la plata de los viajes y que "acostaba" (argentinismo utilizado para definir una estafa, fraude o engaño) a los pibes.
En el año 1992, en el marco de la última fecha del Torneo Apertura 1992, con un Boca sin conseguir un título por más de una década, tenía que empatar o ganar para salir campeón frente a San Martin (T), el partido se fue al entretiempo con un 0:1 a favor del equipo de Tucumán y la Barra de Boca en ese entonces con Barritta a la cabeza, se metió en el vestuario de los jugadores de San Martin y les dijeron "si Boca no sale campeón, de acá no sale nadie", posteriormente el Xeneize metió el gol del empate y ganó el campeonato.

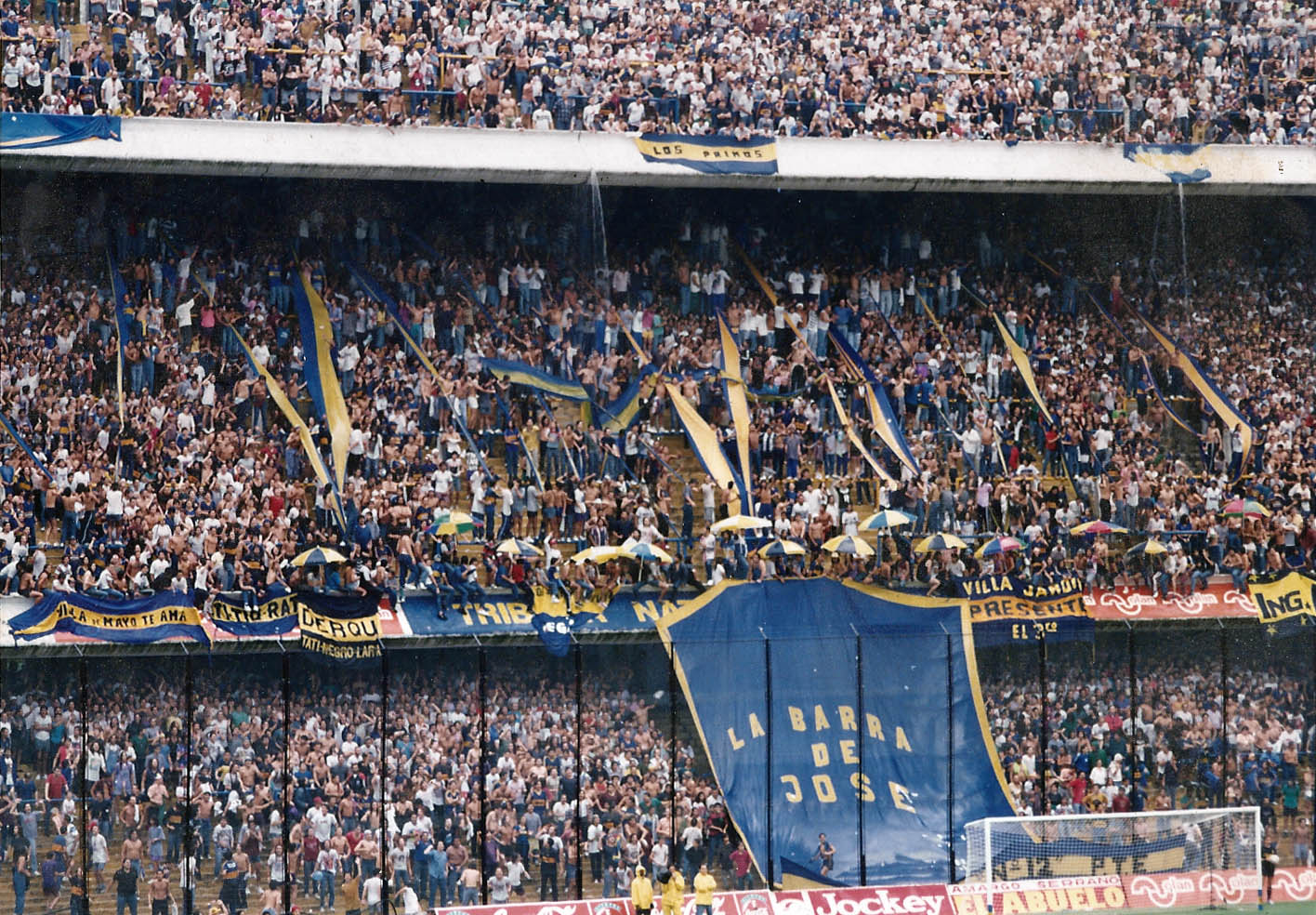
La famosa Barra del Abuelo desplegando su trapo con el titulo "La Barra de José" en La Bombonera, año 1993

Años después, en 1994, en una emboscada a unos hinchas de River Plate, asesinan a dos seguidores del club Millonario, por lo que varios barras de Boca fueron condenados a prisión. Tiempo después, precisamente en el año 2001, José Barrita, el "Abuelo", fallece, aparentemente por una neumonía, aunque su muerte nunca fue esclarecida. Éste murió a los 48 años, y en ese momento ya casi nadie lo recordaba; sin embargo sus restos fueron despedidos por hinchas de Boca al grito de "se siente, se siente José está presente". En sus últimos años había pasado cuatro años preso por asociación ilícita y extorsión. En esta época y la siguiente una hincha muy reconocida en el club era La Raulito, pero no formaba parte de La 12, sino que era una afiliada de los mismos.

### 1995-2006: Primer mandato de Di Zeo

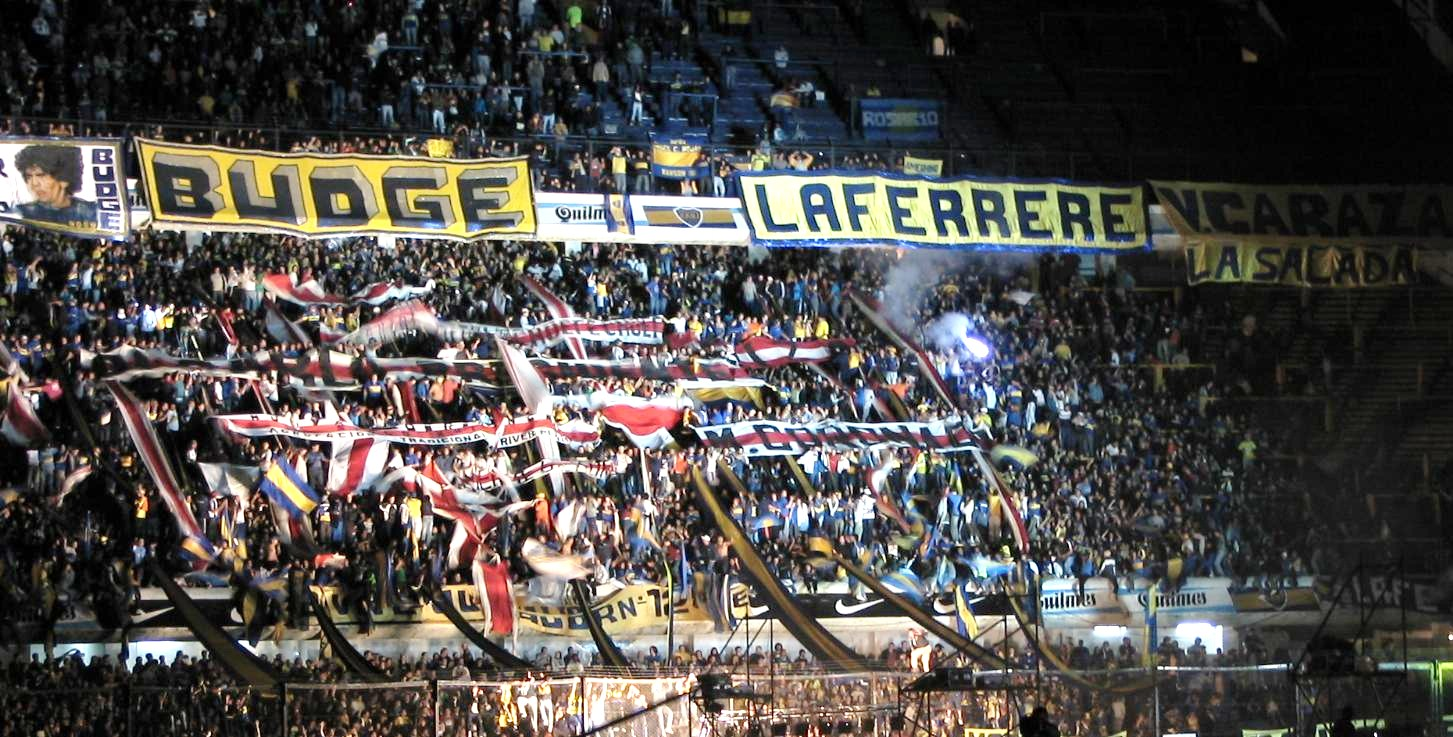
La 12, exhibiendo en la famosa popular las banderas robadas a Los Borrachos del Tablónen el año 2005..

En el año 1995, una vez consolidado definitivamente su poder, Rafael Di Zeo se plantea incrementar aún más los ingresos económicos de la barra. A todas las actividades lícitas e ilícitas que hereda de la anterior conducción, en este período La 12 incorpora nuevas y jugosas fuentes de financiación: la participación de muchos de sus barras en actos públicos de partidos políticos y sindicatos, la obtención de porcentajes en la venta de algunos jugadores del plantel profesional y la reventa de entradas los días que Boca juega de local, por lo que en la primera gestión de Mauricio Macri (1995 a 1999) comienzan a organizar "visitas guiadas" para que turistas del interior del país o extranjeros, además de conseguir sus entradas por reventa a cifras astronómicas, puedan conocer el estadio e incluso asistir a la tribuna popular como "miembros invitados" de la barra.
A medida que transcurría el tiempo, a lo largo de la década del 2000, La 12 se volvió más violenta, y Di Zeo encabezó varias peleas y disturbios contra barras bravas rivales y también con la policía. En el año 2002, "Rafa" tuvo su primer enfrentamiento con unos hinchas de River Plate en Mar del Plata.

### 2007-2013: Liderazgo de Mauro Martin y Maxi Mazzaro

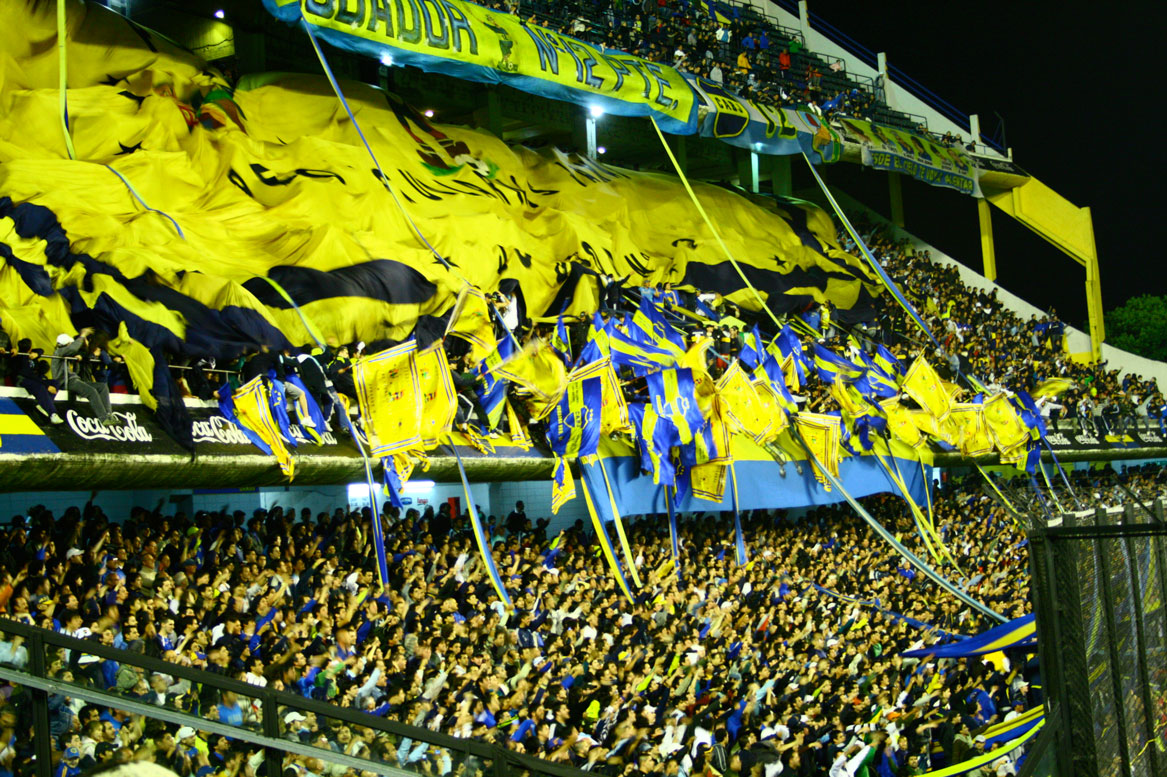
La 12 desplegando un trapo en un encuentro contra Independiente el 5 de diciembre de 2009.

En el año 2007, Rafael Di Zeo, su hermano Fernando y la primera línea de la barra de Boca fueron detenidos y posteriormente condenados a prisión por atentar contra la barra de Chacarita Juniors en el año 1999, esto llevó a su principal lugarteniente, Mauro Martín, junto a su mano derecha Maxi Mazzaro a tomar el mando de La 12. Unos años más tarde, Di Zeo retomaría su libertad y anunciaría públicamente que su idea era volver a retomar el liderazgo de la hinchada de Boca.

El día 30 de octubre de 2011, en el Torneo Apertura de ese año, Boca Juniors jugó contra Atlético de Rafaela, en un partido que ganó por 3 a 1, pero durante el cual se vivió una situación atípica: Di Zeo y Martín protagonizaron un duelo aparte en las tribunas. El líder en ese entonces de la barra brava (Martín), se ubicó en la histórica popular local y el viejo líder (Di Zeo) lo enfrentó desde la bandeja que da espaldas al Riachuelo. En la salida del plantel de Boca al campo de juego, ambos grupos compitieron a la hora de dar aliento y se diferenciaron entonando canciones diferentes. Además, se mostraron con banderas azules y amarillas que tenían distintas leyendas. El partido finalizó sin choques graves entre las dos barras. 

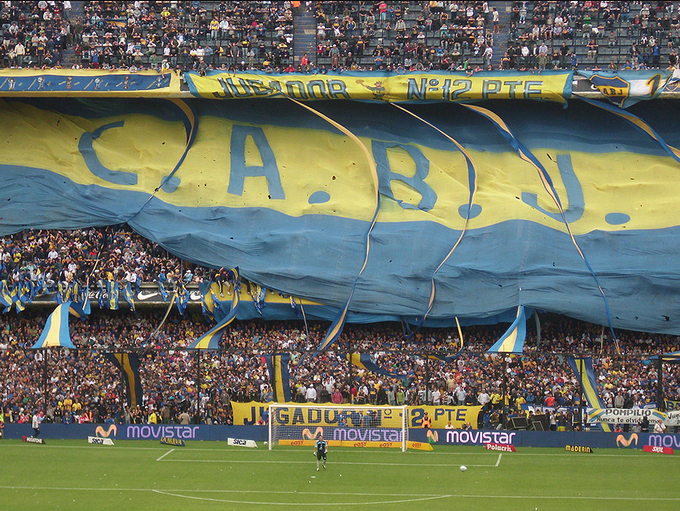
La 12 desplegando un telón con las siglas de Club Atlético Boca Juniors en el año 2011.

El 25 de agosto de 2012, se enfrentaron a tiros en una ruta dos facciones de La 12, terminando herido de bala Mauro Martín, que logró sobrevivir al ataque. En enero de 2013 Mauro Martín fue procesado por el asesinato de Ernesto Cirino, ocurrido en agosto de 2011. Por el crimen continúa detenido en la cárcel de Villa Devoto. Asimismo, el en ese entonces arquero de San Lorenzo, Pablo Migliore, fue detenido por estar acusado de encubrir a un barra prófugo de Boca en su misma causa, siendo liberado unos meses después.
El 21 de julio de 2013, se enfrentaron nuevamente las dos facciones de La 12, un grupo estaba encabezado por los lugartenientes de Maxi Mazzaro y el otro grupo por los de Rafael Di Zeo. Este hecho ocurrió a cinco cuadras del estadio de San Lorenzo, justo antes de disputarse un partido amistoso. Como consecuencia del enfrentamiento, se contaron varios muertos y centenares de heridos. Mazzaro se entregó a la justicia por el crimen de Ernesto Cirino después de estar casi 6 meses prófugo, y en su lugar quedó al mando el tercero, Fido De Vaux.

### 2014-2019: Unión de Di Zeo y Mauro Martín

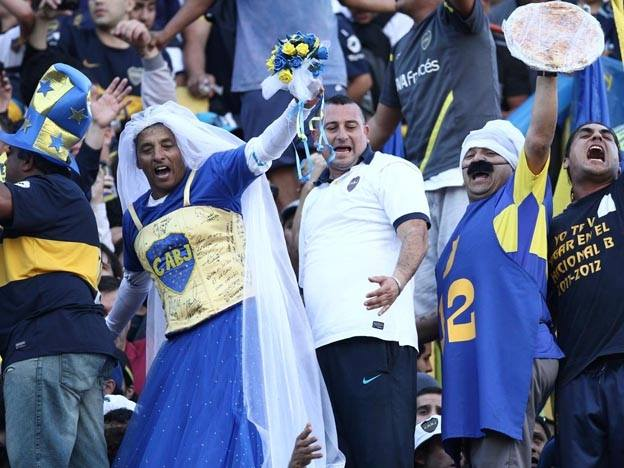
Alberto Medina "La Novia de Boca", en 2014: “En el 76 Boca sale campeón del torneo local y clasifica a la Copa Libertadores, en ese festejo tenía 17 ó 18 años; había un muchacho de unos 25, y lo vi disfrazado de novia. No entendía nada. "El Abuelo" Barrita, en una reunión dice que alguien tiene que seguir la tradición, en esa época era algo muy fuerte. Me lo ofreció y le dije ´no, estás loco, qué va a decir mi familia, mi familia´. Después acepté pero nunca me imagine tanta repercusión”

En octubre del 2014, Mauro Martín es absuelto y sale en libertad y se une a la facción De Di Zeo para desbancar a Fido De Vaux, quien se hizo cargo de la barra en 2013 y retomar el poder entre los dos, cosa que se logró en enero de 2015, luego de una reunión en la que Mauro Martín, Marcelo "El Manco" Aravena y los hermanos Di Zeo desbancaron a Fido y retomaron el poder de La 12.
El 14 de mayo de 2015, Boca y River Plate jugaban el partido revancha por los octavos de final de la Copa Libertadores 2015. En la vuelta del entretiempo para retomar el complementario, el hincha Adrián Napolitano, conocido en la hinchada como "El Panadero", presuntamente encontraba en la bandeja inferior de la tribuna xeneize y se posicionó cerca del túnel para agredir a los jugadores de River rociándolos con gas pimienta, generando un escándalo internacional sin precedentes. A Napolitano se lo expulsó del club, se le dictó una probación y se le dictó una prohibición para ir a la cancha en 2016 que se levantó en noviembre de 2019. Sobre esta situación y con el transcurso de los años, se terminó generando un manto de duda, principalmente por la constante exposición y presión mediática de los medios de prensa, como buscando darle una salida rápida a la situación.
Mientras tanto, con derecho de admisión permanente, Di Zeo y Mauro Martín se encargaron de ubicar cabecillas en todos los partidos que disputó Boca Juniors, como por ejemplo en la final de la Copa Libertadores 2018, en el Estadio Santiago Bernabéu, dónde más de 100 barras Xeneizes viajaron a España para presenciar el partido. En ese mismo año, Di Zeo comentó que al estadio de Boca ingresaban mínimamente 500 barras por partido. En abril de 2019, nuevamente se le aplicó una prohibición de cuatro años de asistencia a los estadios a 128 barras de Boca, entre los que se incluían Di Zeo, Martín, Napolitano, Aravena, Mazzaro, entre otros.

### 2020-presente: La Barra de Boca unificada
Tras desapariciones por juicios y otras causas, los jefes de la doce en los intervalos del 2007 al 2014, Rafael Di Zeo y Mauro Martin, reaparecieron visiblemente en el año 2022 en Colombia, en el duelo de Boca Juniors frente al Deportivo Cali por la Copa Libertadores 2022. 

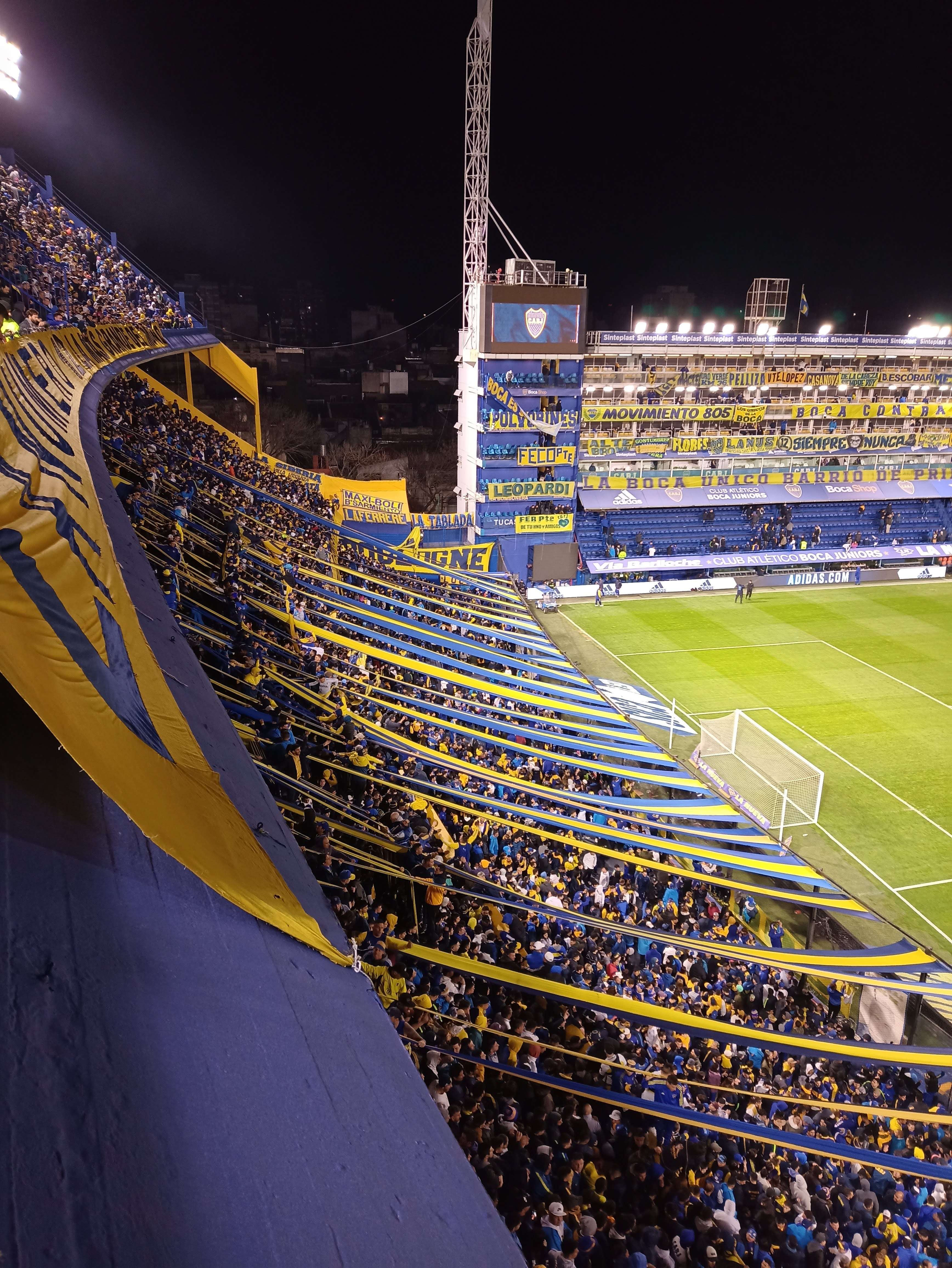
La 12, en la previa frente a Rosario Central,17 de agosto de 2022.

El 20 de enero de 2023, Mauro Martin y Di Zeo volvieron a ser partícipes y comandantes en conjunto de la barra en el partido de Boca Juniors frente a Racing Club en Abu Dabi. El 9 de abril del 2023, después de 6 años en los que no pudieron entrar a La Bombonera porque sobre ellos caía el derecho de admisión, Di Zeo y Martín volvieron a la segunda bandeja de la popular norte en el partido frente a Colón (SF).
El 2 de noviembre de ese mismo año, en el marco de la final de la Copa Libertadores entre Boca y Fluminense, se produjeron incidentes en Río de Janeiro donde hinchas de Fluminense emboscaron a simpatizantes de Boca, debido a esto la Barra de Boca que todavía no había arribado a Brasil, comandada por Di Zeo, Mauro Martin y Marcelo 'Manco' Aravena pidió enfrentarse (según audios de este último) con la Barra de Fluminense. Finalmente la disputa no sucedió ya que se pacto entre las dos hinchadas la no agresión.
A finales de abril de 2024, en el marco de las semifinales de la Copa de la Liga, Boca se enfrentó a Estudiantes de la Plata en Córdoba, en la entrada de Córdoba, precisamente en un control policial en la Ruta Nacional 9, Di Zeo y 60 barrabravas fueron detenidos por posesión de armas de fuego, elementos cortantes, alcohol, municiones y estupefacientes. Tras este caso, en mayo, la ministra de seguridad corriente Patricia Bullrich vetó indefinidamente a los detenidos impidiéndoles el ingreso a cualquier cancha de fútbol incluyendo a La Bombonera.

## Información de la hinchada

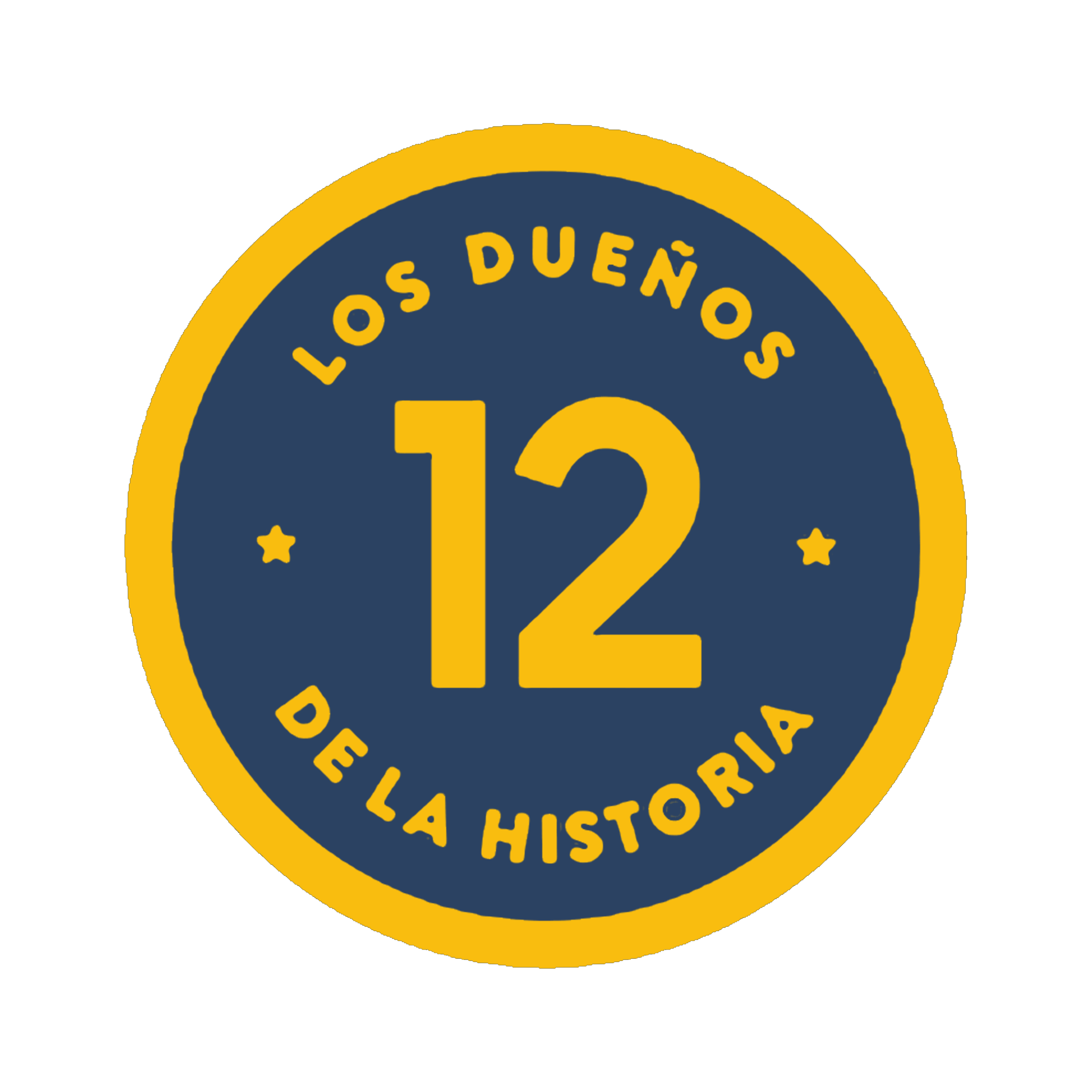
Logotipo de La 12, junto al eslogan "Los Dueños de la Historia", establecido en la década del 2010.

### Eslóganes
Sus eslóganes más conocidos son:
- La mitad +1
- Podrán imitarnos, igualarnos jamás
- Como no somos los únicos, decidimos ser los mejores
- La Boca es alegría, La Boca es carnaval
- Nunca hicimos amistades, nunca lo vamos a hacer
- Los dueños de la historia

### Percusión
La barra brava tiene un gran reconocimiento internacional por su percusión de aproximadamente 15 trompetistas, 6 repiniques, entre 7 y 10 bombos con platillos y 10 bombos principales con las siglas Jugador N°12, los cuales se ubican debajo de los tirantes de la famosa popular histórica Pescia que ocupa la número 12. Estos se presentan en los partidos que disputa Boca Juniors hace más de 40 años.

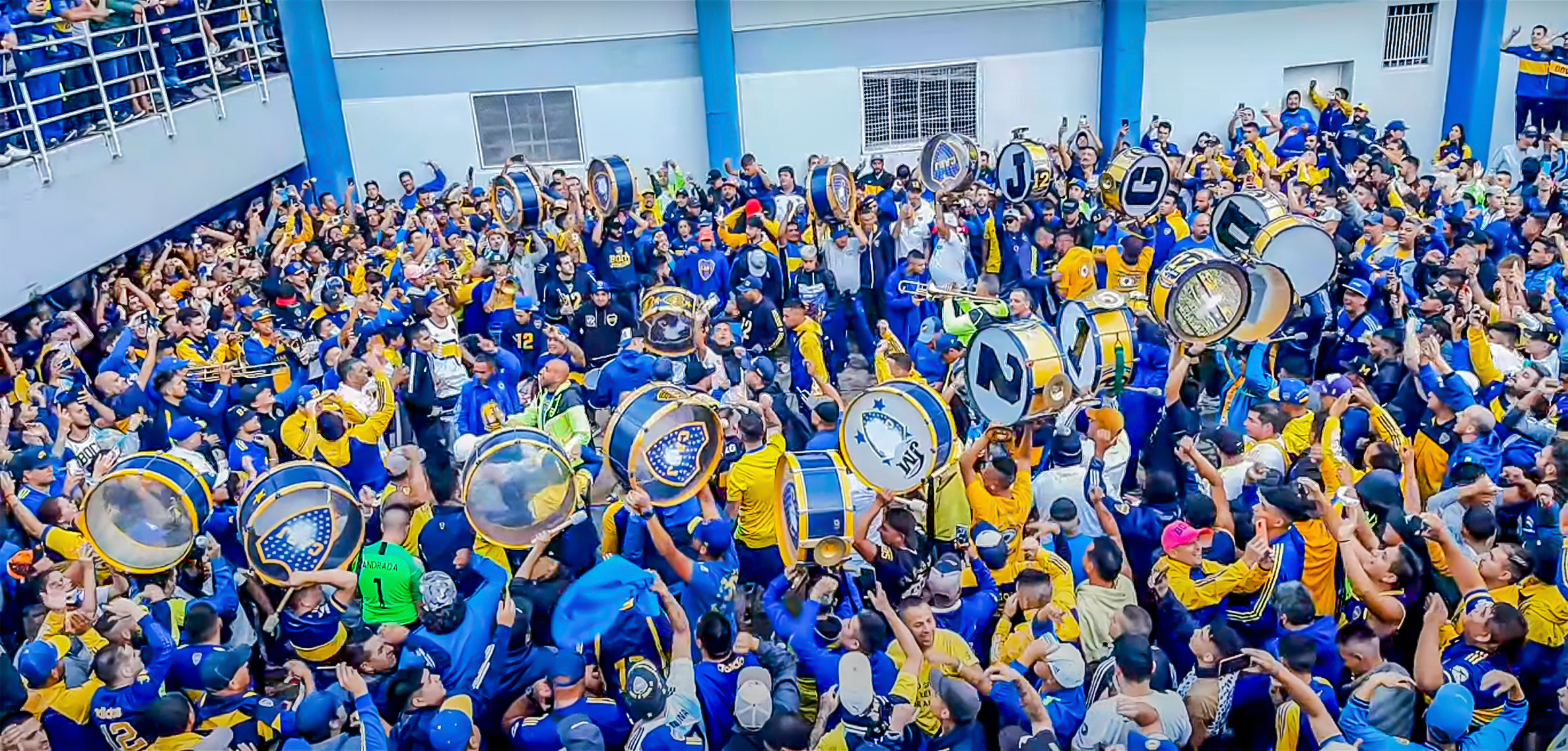
La 12 en el Estadio José Amalfitani antes de un partido contra Rosario Central en 2022.

Normalmente entre las canciones más conocidas de la hinchada se encuentra «El que nunca descendió», «Boca mi buen amigo», «Boca de mi vida», «Si quieren ver fiesta», «La Copa Libertadores es mi obsesión», «Muchas cosas nos separan», «Somos de la gloriosa banda de Boca Juniors», «Boca es la pasión», entre otros. Normalmente la 12 en diferentes encuentros en la Bombonera o de visitante presume toda su percusión levantándola al aire en símbolo de presencia y fiesta.

## Relaciones externas

### Rivalidades
La mayor rivalidad de La 12 es con la barra brava de River Plate, conocida como «Los Borrachos del Tablón» debido a que el club de Núñez es el máximo rival de la institución Xeneize. Entre los simpatizantes de estos dos clubes se han cometido delitos como el robo de banderas y la agresión entre sí. En 1983, un simpatizante de River, «Matutito», es asesinado por la Barra de José Barrita. Posteriormente, existieron precedentes de violencia que acabaron con la vida de algunos simpatizantes de ambos equipos.
Con La Guardia Imperial, de Racing Club, también ha habido peleas durante los años 1980 y 1990, a raíz de que los barras Roberto Caamaño y Miguel Herrera arrojaran una bengala en La Bombonera que asesinó al Académico Roberto Basile en 1983. Dos años después, La 12 emboscó a comunes de Racing y asesinó a otro simpatizante de nombre Daniel Souto, por lo cual fue procesado Jorge "Coqui" López.
Con La Barra del Rojo, de Independiente, existe una gran rivalidad debido a que en 1985 sus miembros han intentado emboscar a La 12 y terminaron asesinado al adolescente Adrián Scassera de Boca. En 1994 miembros de La 12 fueron enjuiciados luego de que emboscaron a Osvaldo Bértolo de Independiente, dejándole graves heridas que lo terminarían por matar tres días después.
Con La Butteler, de San Lorenzo, hubo antecedentes violentos por parte de las barras bravas. En 1990 los del Ciclón asesinaron a Saturnino Cabrera de Boca Juniors, luego de una pelea entre barras bravas.
También tiene una rivalidad menor con: la barra de Chacarita, con la cual tuvo un enfrentamiento grave en la misma Bombonera en la tarde del 31 de agosto de 2003 por la 4ª fecha del torneo, y las hinchadas de Newell's, Rosario Central, Quilmes, Huracán y Estudiantes de La Plata.

### Enfrentamientos
La 12, como la mayoría de las barras bravas, ha tenido enfrentamiento con otras. El más famoso ocurrió ante Los Borrachos del Tablón el 26 de enero de 2002. En un partido que Boca Juniors ganaba 4 a 0, el conflicto se inició aproximadamente a los 12 minutos del complemento, cuando los plateistas de River Plate intentaron robarle banderas a los plateistas de Boca Juniors, pero esta se resistió. Minutos después de iniciado el conflicto el árbitro decidió suspender el partido. La policía desapareció al inicio del conflicto, lo que permitió que La 12 y Los Borrachos del Tablón se enfrentaran. Hubo disparos y golpes con palos, fierros, etcétera. Al pasar los minutos la policía comenzó a tirar gases lacrimógenos hacia las dos hinchadas. Pero esto no terminó ahí. Los Borrachos del Tablón preparaban una emboscada a la gente de Boca. Al no saber esto, los de Boca sufrían inferioridad numérica, dando paso a una pelea con palos y golpes.
Esto dio resultado a que un barra brava de River Plate apodado El Turco cayese a la fosa del estadio lanzado por unos hinchas de Boca. Los jefes de la barrabrava en esos momentos por el lado de Los Borrachos del Tablón eran Alan Schlenker Adrián Rousseau y William Schlenker, mientras que por el lado de La 12 eran los hermanos Rafael Di Zeo y Fernando Di Zeo.

## Ilegalidad y arreglos

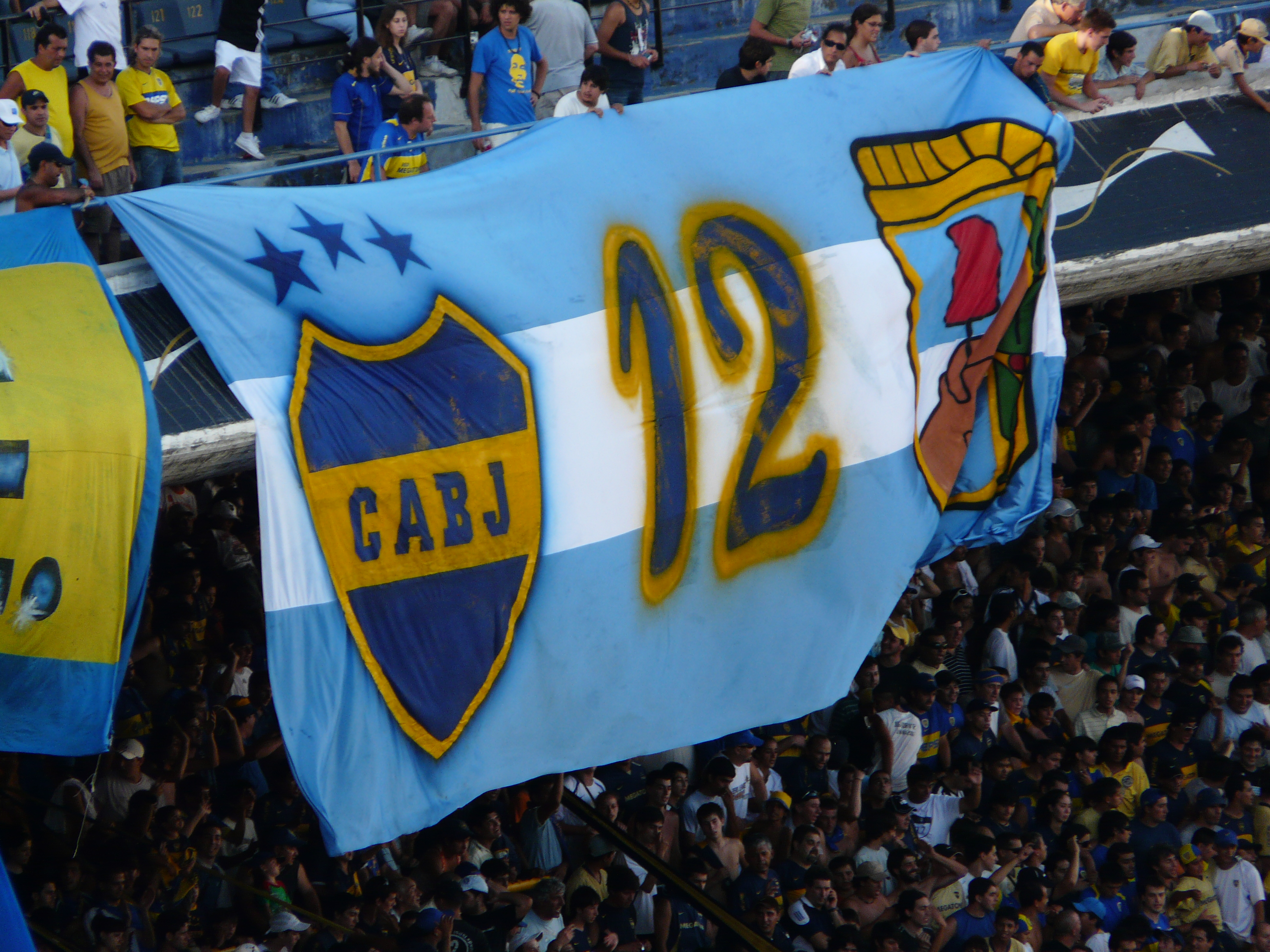
La 12 con la bandera del Partido Justicialista en la Bombonera

Directivos de Boca Juniors reconocieron que la barra manejaba cientos de carnets con pases que se usaban decenas de veces y, además, regenteaban entradas para turistas, a quienes les cobraban US$ 1000 por un palco en un Boca-River. Actualmente, la justicia argentina investiga los vínculos de la barrabrava y dirigentes de ese club con el Fiscal Carlos Stornelli.
El documental sobre las barras bravas argentinas realizado por Canal+ de España reavivó los negociados y la convivencia que existe entre los líderes barrabravas de Boca y Carlos Stornelli y Raúl Pleé allegados al expresidente del club Mauricio Macri y al anterior presidente Daniel Angelici. El documental, producido para Canal+ de España por el periodista Jon Sistiaga en 2012, expone la estrecha relación entre los fiscales federales y las principales barra bravas del fútbol argentino.
Desde un punto de vista político, la hinchada de Boca ha sido la contraparte de River Plate, siendo estos últimos considerados de la «élite», y los «Xeneizes» con las clases bajas. La barra ha tenido contactos con dirigentes del Partido Justicialista y algunos sectores de la hinchada despliega banderas en honor a Juan Domingo Perón, quien también fue simpatizante de Boca Juniors, y al escudo del Justicialismo.